# Hướng dẫn về những kiến thức cốt lõi trong Quản lý dự án
Hướng dẫn về những kiến thức cốt lõi trong Quản lý dự án (tên tiếng Anh là A Guide to the Project Management Body of Knowledge, hoặc viết tắt là PMBOK, PMBOK Guide, hay PMBOK®Guide), là một cuốn sách hướng dẫn về quản lý dự án, được công nhận đạt tiêu chuẩn quốc tế, cung cấp các kiến thức căn bản của quản lý dự án cho các nhà quản lý dự án chuyên nghiệp, mà dường như những kiến thức đó có hiệu quả với hàng loạt các dự án, trong các ngành xây dựng, phần mềm, cơ khí, ô tô,... Cuốn sách này thường dùng làm sách học để chuẩn bị cho các bài kiểm tra (test, examination) của PMI để có thể lấy được chứng nhận (Certification) của PMI về quản lý dự án.

## Lịch sử
Cuốn Hướng dẫn về những kiến thức cốt lõi trong Quản lý dự án (PMBOK®Guide) đã được Viện Quản lý Dự án (PMI) công bố lần đầu tiên dưới dạng như là một sách trắng vào năm 1987. Năm 1996, phiên bản chính thức đầu tiên (ấn bản đầu tiên) của cuốn sách này đã được xuất bản. Và tiếp theo, vào năm 2000, phiên bản thứ hai (lần xuất bản thứ hai) của cuốn sách được tái bản. Trong năm 2004, sách PMBOK®Guide - Phiên bản thứ ba đã được xuất bản bao gồm cả các thay đổi kể từ ấn bản đầu tiên. Ân bản lần thứ tư bằng tiếng Anh của cuốn sách PMBOK®Guide - đã được phát hành vào ngày 31 tháng 12 năm 2008. Ấn bản lần thứ năm bằng tiếng Anh đã phát hành năm 2013.

## Nội dung
Trong ấn bản thứ 4, cuốn sách có 12 chương, hai phụ lục.
PMBOK là một tập hợp các tiến trình (process) và phạm vi kiến thức (knowledge) áp dụng chung cho mọi dự án. Tiến trình được mô tả theo các thuật ngữ:
- Dữ liệu đầu vào (văn bản, kế hoạch, bản thiết kế, các thông tin liên quan...)
- Công cụ và kỹ thuật quản lý (xử lý các thông tin đầu vào)
- Đưa ra kết quả, quyết định (văn bản, sản phẩm, điều chỉnh quá trình,...)

PMBOK đưa ra 5 nhóm tiến trình cơ bản và 10 phạm vi kiến thức điển hình cho mọi dự án:
- 5 nhóm tiến trình là:

1. Khởi động/chuẩn bị dự án
2. Lập kế hoạch
3. Triển khai, thực hiện
4. Giám sát và quản lý
5. Kết thúc dự án

- 10 phạm vi kiến thức là:

1. Quản lý tổng hợp dự án
2. Quản lý phạm vi dự án
3. Quản lý thời gian dự án
4. Quản lý chi phí dự án
5. Quản lý chất lượng dự án
6. Quản lý nhân lực dự án
7. Quản lý thông tin dự án
8. Quản lý rủi ro dự án
9. Quản lý hồ sơ dự án
10. Quản lý các bên liên quan (được thêm vào trong ấn bản 5)